# Philydrum
Philydrum es  género monotípico de plantas pertenecientes a la familia de las filidráceas. Su única especie: Philydrum lanuginosum Banks & Sol. ex Gaertn., Fruct. Sem. Pl. 1: 62 (1788), es originaria del sur de China a Japón y la península de Malaca, Nueva Guinea hasta el norte y este de Australia.

## Sinonimia
- Garciana cochinchinensis Lour., Fl. Cochinch.: 15 (1790).[1]